# خوسيه مانويل روكا
خوسيه مانويل روكا (بالإسبانية: José Manuel Roca Cases)‏ هو لاعب كرة قدم ومدرب كرة قدم إسباني في مركز حراسة المرمى، ولد في 28 فبراير 1976 في أوريويلة في إسبانيا. شارك مع منتخب إسبانيا تحت 17 سنة لكرة القدم ومنتخب إسبانيا تحت 18 سنة لكرة القدم. أما مع النوادي، فقد لعب مع أوليمبياكوس فولو وريال مدريد ج وريال مدريد كاستيا وريال مورسيا ونادي أوريويلا ونادي أوندا ونادي بطليوس ونادي ساباديل ونادي فياريال ونادي نوفيلدا.

## وصلات خارجية
- خوسيه مانويل روكا على موقع قاعدة بيانات كرة القدم.إي يو (الإنجليزية)
- خوسيه مانويل روكا على موقع Soccerway.com (الإنجليزية)
- خوسيه مانويل روكا على موقع عالم كرة القدم.نت (الإنجليزية)